# Navaneethospora cheiromycoides
Navaneethospora cheiromycoides är en svampart som beskrevs av V. Rao 1994. Navaneethospora cheiromycoides ingår i släktet Navaneethospora, divisionen sporsäcksvampar och riket svampar.   Inga underarter finns listade i Catalogue of Life.